# ألتوبيلو ميلوني

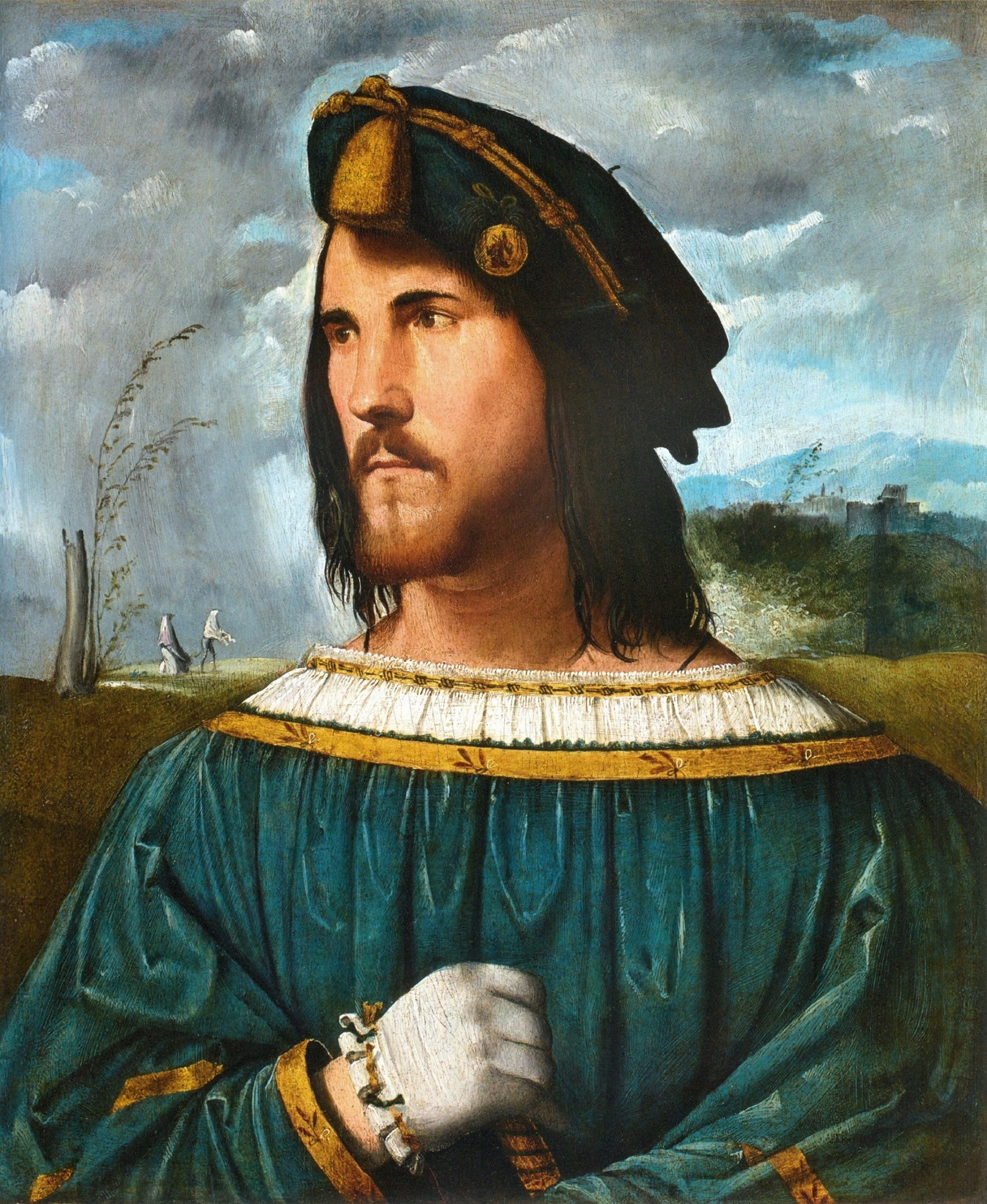
صورة لرجل نبيل (سيزار بورجيا) لألتوبيلو ميلوني، أكاديميا كارارا، بيرغامو

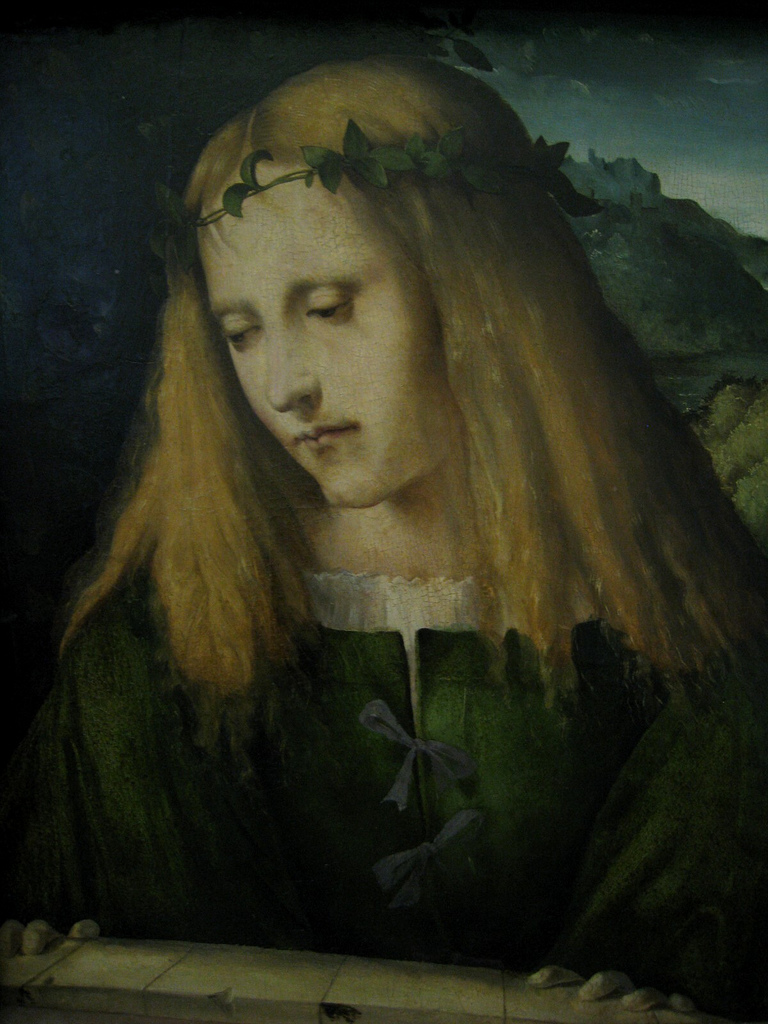
نرجس في النافورة

ألتوبيلو ميلوني ( ق. 1490–1491 - قبل 3 مايو 1543)   هو رسام إيطالي من عصر النهضة .

## سيرة شخصية
ولد في كريمونا . عمله يدمج بين الأساليب اللومباردية والأسلوبية . في كريمونا، التقى بالشيخ جيرولامو رومانينو . تم تكليفه في ديسمبر 1516 برسم لوحة جدارية لكاتدرائية كريمونا ، واستمر العمل إلى 1518. يتطلب عقد رسم أن تكون لوحاته الجدارية أجمل من لوحات سلفه بوكاتشيو بوكاتشينو . كان يعمل مع جيوفاني فرانشيسكو بيمبو وباولو دا دريزونا [الإنجليزية] .  تأثر فرانشيسكو براتا بميلوني.

## اعمال محددة
- مادونا والطفل مع القديس يوحنا (ج. 1510) – أكاديميا كارارا ، بيرغامو
- عبادة المسيح الطفل (حوالي 1510) – كونستهاوس، زيورخ (مستودع)
- مادونا مع الطفل (ج. 1511) – بيناكوتيكا أمبروسيانا ، ميلانو
- الرثاء على المسيح الميت (1512) – بيناكوتيكا دي بريرا ، ميلانو
- التجلي – متحف Szépművészeti، بودابست
- صورة رجل نبيل ( سيزار بورجيا ) – أكاديميا كارارا ، بيرغامو
- احتضان العشاق – Gemäldegalerie ، دريسدن
- احتضان العشاق – Szépművészeti Múzeum، بودابست
- عبادة الطفل المسيح (1512–1514) – متحف بيرنزيانو، كريمونا
- صورة (1512–1515) – بيناكوتيكا دي بريرا، ميلانو
- رثاء على المسيح الميت – معرض الصور الأسقفية، ميلانو
- المسيح حاملاً الصليب (حوالي ١٥١٥) – المتحف الوطني، لندن
- الرحمة – بيناكوتيكا توسيو مارتينينجو, بريشيا
- الطريق إلى عمواس (حوالي ١٥١٦–١٥١٧) – المتحف الوطني، لندن
- رحلات سانت هيلانة إلى القدس بحثًا عن الصليب الحقيقي – مجموعة خاصة
- اللوحات الجدارية في كاتدرائية كريمونا (1516–1518)
  - الرحلة إلى مصر
  - مذبحة الأبرياء
  - العشاء الأخير
  - غسل قدمي المسيح
  - العذاب في الحديقة
  - القبض على المسيح
  - المسيح أمام قيافا
- العشق من الرعاة (ج. 1518) – اللوحات الجدارية منفصلة، بيناكوتيكا دي بريرا، ميلانو
- القيامة (ج. 1517) – مجموعة خاصة
- سيمونينو من ترينتو (حوالي 1521) – كاستيلو ديل بونكونسيليو ، ترينتو
- مادونا والطفل (1520-1522) – أكاديميا كارارا، بيرغامو
- مادونا والطفل مع القديسين جون نيكولاس – جناح المتحف المدني بونزون، كريمونا
- نرجس في النافورة – Städel, فرانكفورت
- القديس بروسبيرو أسقف ريجيو إميليا – بيت هاتفيلد
- مادونا ديل جاتو – كنيسة سان نيكولو، إيزولا دوفاريسي ، مقاطعة كريمونا، لومباردي